# Брамапутра
Брамапутра (позната и као Tsangpo-Brahmaputra и Dihang) је једна од већих река, 10. по величини река у Азији. Извире на Тибету, а пролази кроз Хималаје и државе Кину, Индију и на крају Бангладеш. На свом ушћу у Индијски океан заједно са Гангом чини највећу делту на свету.
Са својим извором у региону језера Манасаровар, који се налази на северној страни Хималаја у округу Буранг у Тибету као река Јарлунг Цангпо, протиче преко јужног Тибета и пробија се кроз Хималаје у великим клисурама (укључујући и Јарлунг Цангпо велики кањон) и у Аруначал Прадеш (Индија). Она тече југозападно кроз долину Асама као Брамапутра и јужно преко Бангладеша као Џамуна (што није иста река као и Јамуна у Индији). У пространој делти Ганга, спаја се с Падмом, што је устаљени назив реке Ганг у Бангладешу. На крају се спаја са реком Мегна и одавде је позната као Мегна пре изливања у Бенгалски залив.
Око 2.899,9 km (1.801,9 mi) дуга, Брамапутра је важна река за наводњавање и транспорт. Просечна дубина реке је 38 m (124 ft), а максимална дубина је 120 m (380 ft). Река је подложна катастрофалним поплавама у пролеће када се топи снег Хималаја. Просечни проток реке износи око 19.800 m3/s (700.000 cu ft/s), а поплаве могу досећи преко 100.000 m3/s (3.500.000 cu ft/s). Она је класичан пример испреплетане реке и веома је подложна миграцији канала и авулзији. То је уједно и једна од ретких река у свету које показују плимни талас. Она је пловна за већем делу своје дужине.

## Географија
Река Брамапутра извире у југозападном делу Тибетске висоравни из ледника Џима Јангцонг, на 4800 м надморске висине. Као Цанг-по, значајна је за локални промет чамцима, тече јужним Тибетом. Под именом Дијанг пробија се уском, дубоко усеченом долином, која се сматра најдубљим кањоном на свету, источне огранке Хималаја и прелази у низијско подручје индијске државе Аруначал Прадеш где тече низијом Асам. Од притоке Дибанг назива се својим најпознатијим именом, Брамапутра. Спаја се с Гангом и највећом делтом на свету (речни систем Сурма-Мегна, познат по тигровима, крокодилима и шумама мангрове) улива се у Бенгалски залив. У средњем делу тока код луке Ганати Брамапутра је широка више од 1500 м и дубока око 24 м. Водостај је највиши лети. За мање бродове пловна је већином тока до пристаништа Дибругар, 1290 km узводно од ушћа. Има велики хидроенергетски потенцијал. Делимично каналисање у доњем току служи углавном за наводњавање, али остаје врло склона катастрофалним поплавама приликом отапања хималајског снега у пролеће. Једна од ретких река на свету коју карактерише талас плиме. Важна је пловна река.

### Курс

#### Тибет
Горњи ток реке Брамапутра, познат као Јарлунг Цангпо са тибетанског језика, потиче из глечера Ангси, у близини планине Кајлаш, која се налази на северној страни Хималаја у округу Буранг на Тибету. Раније се сматрало да је извор реке на глечеру Чемајунгдунг, који покрива падине Хималаја око 97 km (60 mi) југоисточно од језера Манасаровар у југозападном Тибету.
Река је дуга 3.969 km (2.466 mi), а њена дренажна површина је 712.035 km2 (274.918 sq mi) према новим налазима, док су претходни документи показали да је њена дужина варирала од 2.916 km (1.812 mi) до 3.364 km (2.090 mi) и њено дренажно подручје између 520.000 и 1,73 милиона km2.

#### Аруначал Прадеш
Јарлунг Цангпо напушта део Тибета и улази у индијску државу Аруначал Прадеш, где се река зове Сјанг. Врло брзо се спушта са своје првобитне висине у Тибету и коначно се појављује у равницама, где се зове Диханг. Тече око 35 km (22 mi) према југу након чега јој се придружују река Дибанг и река Лохит на челу долине Асам. Испод Лохита, река се зове Брахмапутра, Доима (мајка воде) и Бурлунг-Бутур од стране домородних племена Бодо, затим улази у државу Асам и постаје веома широка — чак 20 km (12 mi) у деловима Асама.

#### Асам
Диханг, вијугајући из планина, скреће ка југоистоку и спушта се у низински басен док улази у североисточну државу Асам. Само западно од града Садије, река поново скреће на југозапад и придружују јој се два планинска потока, Лохит и Дибанг. Испод тог ушћа, око 1.450 km (900 mi) од Бенгалског залива, река постаје конвенционално позната као Брамапутра („Брамин син“). У Асаму је река моћна, чак и у сушној сезони, а током кише њене обале су међусобно удаљене више од 8 km (5,0 mi). Док река прати свој вијугави ток дуг 700 km (430 mi) кроз долину, она прима неколико брзих хималајских потока, укључујући реке Субансири, Каменг, Барели, Дансири, Манас, Чампамати, Саралбанга и Санкош. Главне притоке са брда и са висоравни ка југу су Бури Дихинг, Дисанг, Дику и Копили.
Између округа Дибругар и Лакимпур, река се дели на два канала — северни канал Керкутија и јужни канал Брахмапутра. Два канала се поново спајају око 100 km (62 mi) низводно, формирајући острво Маџули, које је највеће речно острво на свету. У Гувахатију, у близини древног центра ходочашћа Хаџо, Брамапутра просеца кроз стене висоравни Шилонг и најужа је на 1 km (1.100 yd) од обале до обале. Терен овог подручја учинио га је логистички идеалним за битку код Сарајгата, војну конфронтацију између Могулског царства и Краљевине Ахом у марту 1671. Први комбиновани железнички/путнички мост преко Брамапутре изграђен је у Сарајгату. Он је пуштен у саобраћај априла 1962. године.

#### Бангладеш
У Бангладешу, Брамапутри се придружује река Теста (или Тиста), једна од њених највећих притока. Испод Тисте, Брамапутра се дели на две дистрибутивне гране. Западни крак, који садржи већину тока реке, наставља се на југ док се Џамуна (Jomuna) спаја са доњим Гангом, који се зове река Падма (Pôdma). Источна грана, раније већа, а сада много мања, назива се доња или Стара Брамапутра (Brommoputro). Ту заокреће према југоистоку да би се придружила реци Мегна у близини Даке. Падма и Мегна се спајају близу Чандпура и уливају се у Бенгалски залив. Овај последњи део реке се зове Мегна.
Брамапутра улази у равнице Бангладеша након што је скренула на југ око брда Гаро испод Дубурија у Индији. Након што прође поред Чилмарија у Бангладешу, на десној обали јој се придружује река Тиста, а затим прати ток од 2400  km (150 миља) на југ као река Џамуна. (Јужно од Гајбанде, Стара Брамапутра напушта леву обалу главног тока и тече поред Џамалпура и Мименсинга да би се придружила реци Мегна код Бајраб Базара.) Пре свог ушћа у Ганг, Џамуна прима комбиноване воде Барала, Атраја, и реке Хурасагар на њеној десној обали и постаје полазна тачка велике реке Далесвари на њеној левој обали. Притока Далесварија, Буриганга („Стари Ганг“), протиче поред Даке, главног града Бангладеша, и спаја се са реком Мегна изнад Муншиганџа.
Џамуна се спаја са Гангом северно од Гоалундо Гата, испод кога, као Падма, њихове комбиноване воде теку на југоисток на удаљености од око 120 km (75 mi). Након што се неколико мањих канала одвоји да напаја делту Ганга-Брахмапутра на југу, главни део Падме стиже до ушћа у реку Мегна близу Чандпура, а затим улази у Бенгалски залив кроз ушће Мегне и мање канале који теку кроз делту. Растом делте Ганга-Брахмапутра доминирају плимски процеси.
Делта Ганга, коју напајају воде бројних река, укључујући Гангу и Брамапутру, дуга је 59.570 km2 (23.000 sq mi), и једна од највећих речних делти на свету.

## Историја и симболика
Док већина индијских и бангладешких река носи женска имена, Брамапутра је названа ретким мушким именом, које у преводу значи "син Браме. Горњи ток био је дуго непознат, и истражен је тек година 1884—86. Брамапутра поседује религиозно значење за Хиндусе. Извире крај свете планине Каилас у Тибету. Више локалитета дуж тока реке има митолошко значење, од којих храм Копа на језеру Мансаровар као један од најпосећенијих

## Галерија
- Брамапутра у Тибету 1938.
- 2006.
- Сателитски снимак
- Град Гавати